# Gyrinus marinus
Gyrinus marinus là một loài bọ cánh cứng bản địa của miền Cổ bắc, bao gồm châu Âu. Ở châu Âu, it is only được tìm thấy ở Áo, Belarus, Bỉ, Bosna và Hercegovina, Quần đảo Anh, Croatia, Cộng hòa Séc, mainland Đan Mạch, Estonia, Phần Lan, Chính quốc Pháp, Đức, Chính quốc Ý, Latvia, mainland Na Uy, Ba Lan, Nga, Slovakia, Thụy Điển, Thụy Sĩ, Hà Lan, Ukraina và Nam Tư.

## Hình ảnh

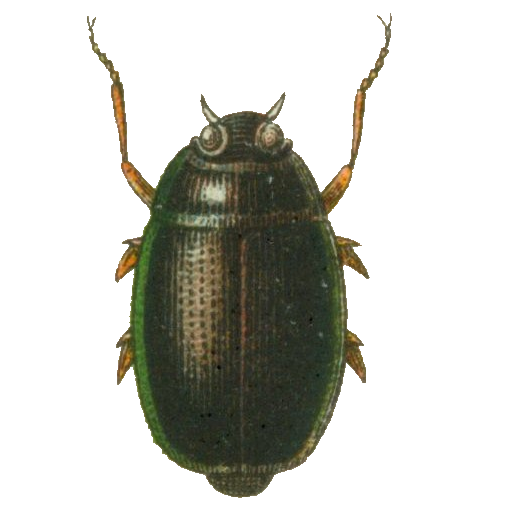
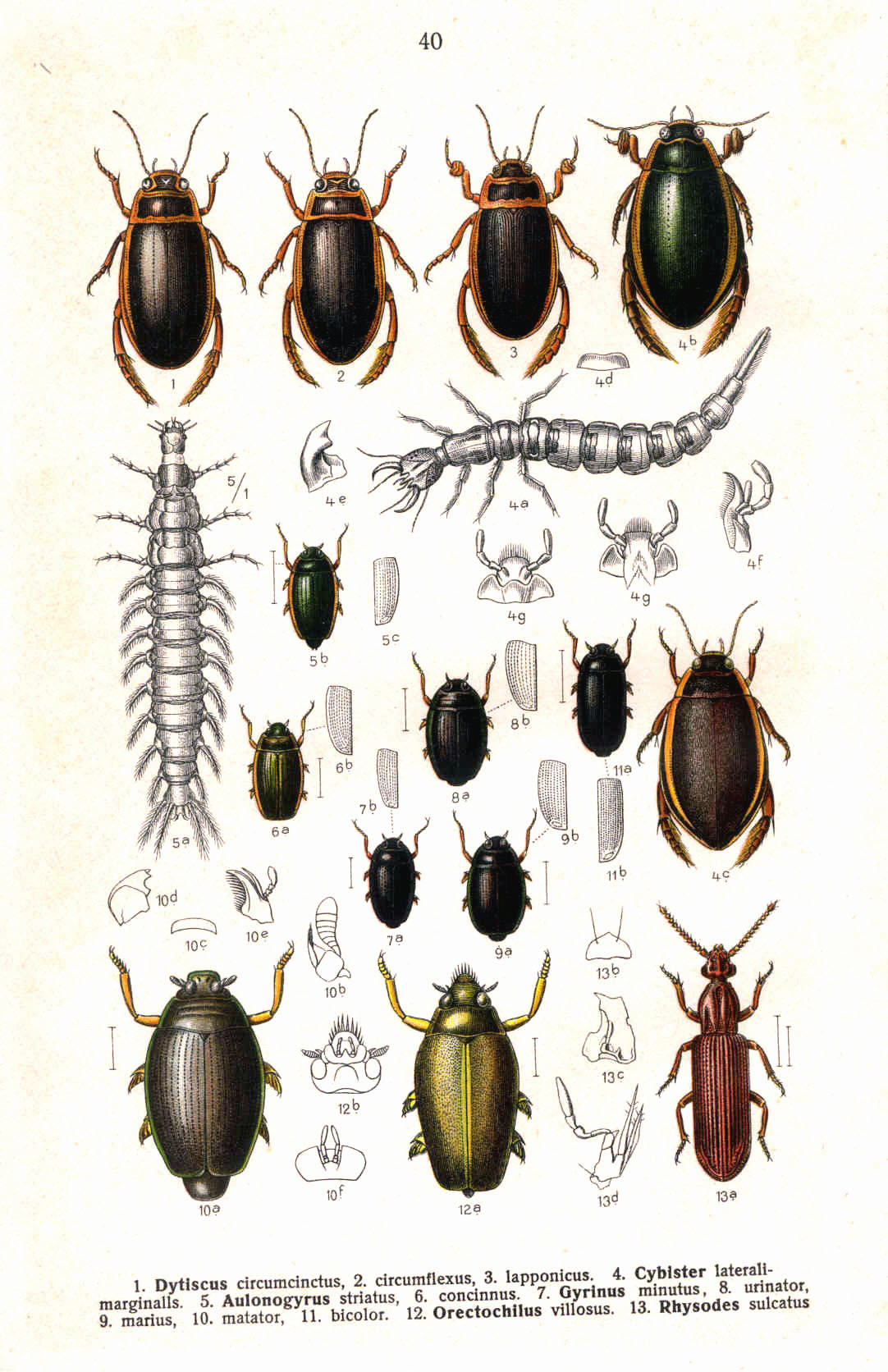
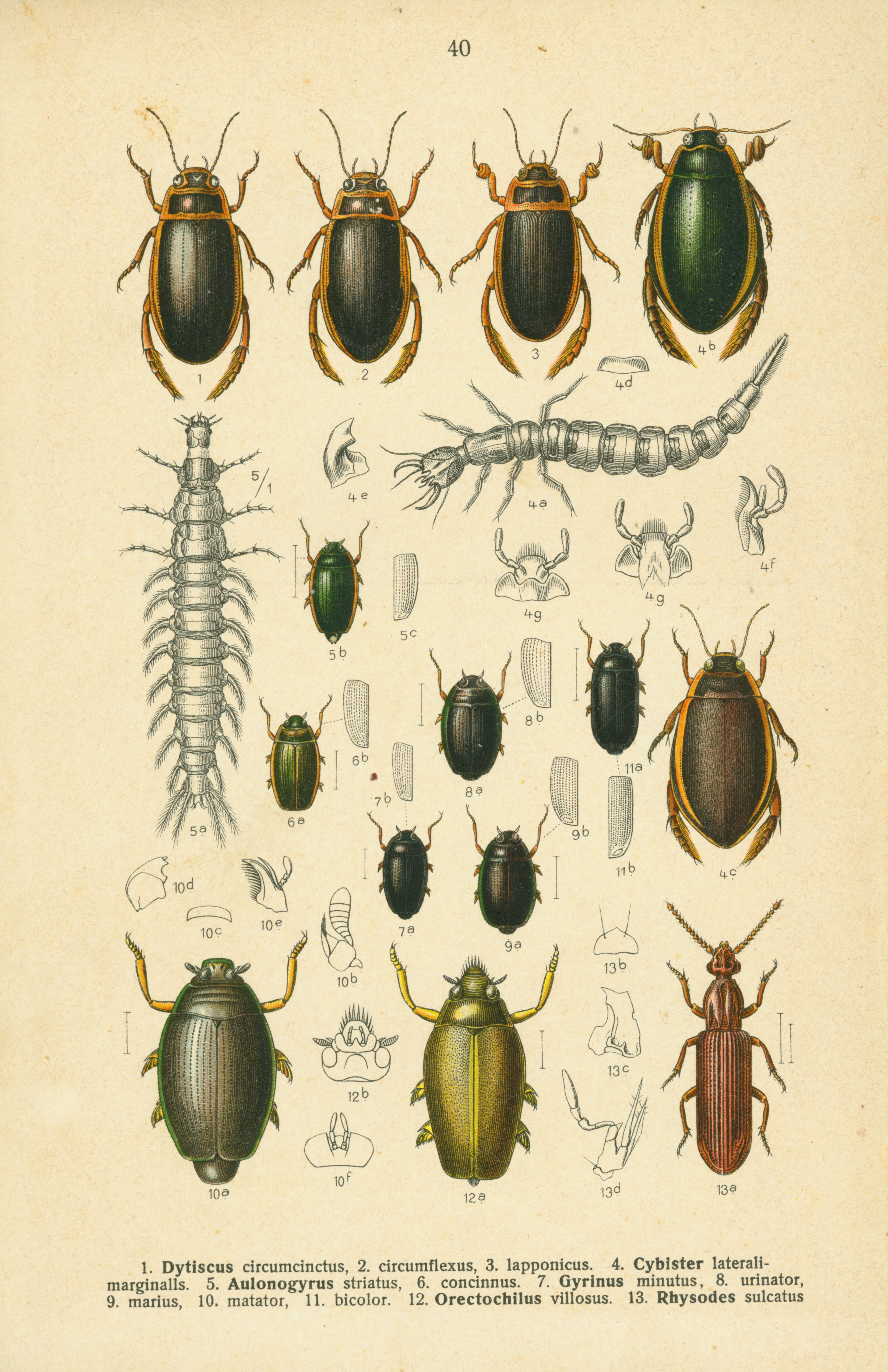